# Badaruddin Othman

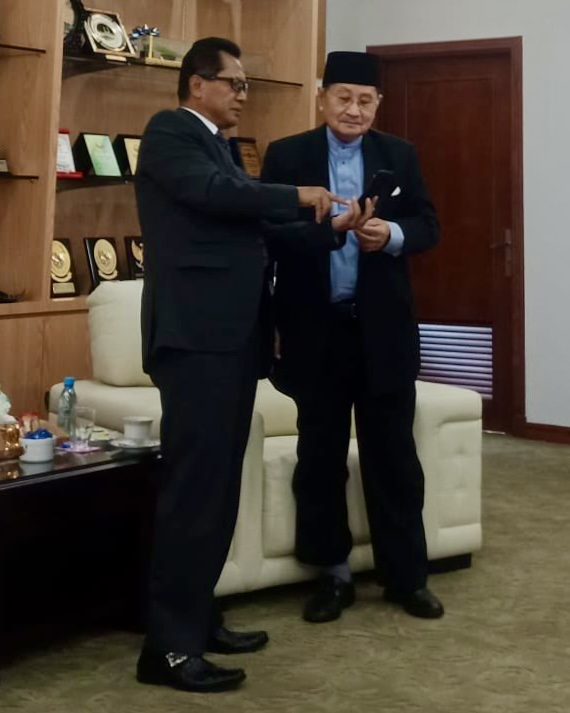
Badaruddin (rechts) mit dem Botschafter von Indonesien 2020.

Badaruddin bin Othman (geb. 23. September 1942, Burong Pingai Ayer, Brunei; Künstlername Badaruddin H.O.) ist ein Adliger, Politiker und Diplomat in Brunei. Er ist seit 2015 Minister of Religious Affairs (MORA; malaiisch Kementerian Hal Ehwal Ugama, KHEU). Davor war er Minister of Home Affairs (MOHA; Malay: Kementerian Hal Ehwal Dalam Negeri, KHEDN) von 2010 bis 2015. In der kleinen Gruppe politischer Führer galten Pehin Abdul Aziz Umar und Pehin Badaruddin zu den zwei Hauptvertretern der Melayu Islam Beraja (MIB philosophy) und als Anführer der stärker orthodoxen islamischen Fraktion.

## Leben

### Jugend und Ausbildung
Badaruddin wurde am 23. September 1942 im Kampong Burong Pingai Ayer geboren. Er erhielt seine Schulbildung an der Pekan Brunei Malay School zwischen 1950 und 1956, an der Kolej Islam Malaya in Klang, Selangor, von 1962 bis 1967 und an der Madrasah Aljunied Al-Islamiah in Singapur zwischen 1956 und 1961. Er erwarb einen Master in Scharia (islamischem Recht) von der Azhar-Universität in Ägypten zwischen 1968 und 1971.

### Karriere
Badaruddin arbeitete 1968 zuerst als Lehrer, aber wurde von der Regierung von Brunei 1971 als Religious Officer berufen und später erhielt er die Position eines Superintendent of Information und als Tabligh, Er wurde Direktor für Information, Chief Information Officer und Direktor des Da’wah Islamiah Center. Vom August 1986 bis März 1987 diente er als High Commissioner in Papua-Neuguinea und Botschafter in Indonesien. Vom 1. Januar 1989 bis 1999 diente er als Permanent Secretary (Staatssekretär) im Büro des Premierministers (Jabatan Perdana Menteri, JPM). 1994 gab es Besorgnis in der Regierung, das ausländische Fernsehübertragungen schlechten Einfluss auf die Werte der Nation hätte. In Antwort darauf verkündete er in einer Trainingseinheit für Rundfunkpersonal, dass Brunei dieses Problem in Angriff nehmen müsse, selbst wenn das bedeute, auch internationale Übertragungen zu überwachen.
Badaruddin war Mitglied der Public Service Commission und deren Vorsitzender vom 19. Mai 2001 bis 23. Mai 2005. Er war stellvertretender Minister of Religious Affairs (24. Mai 2005 bi 28. Mai 2010) und später Minister of Home Affairs (29. Mai 2010 bis 21. Oktober 2015). Am 20. November 2021 rief er die Mitarbeiter Ministry of Religious Affairs dazu auf, sich gegen COVID-19 impfen zu lassen. Bis dahin gab es noch einige Angestellte, die zögerten, sich impfen zu lassen. Nach dem Erdbeben in der Türkei und Syrien 2023 hatte Sultan Hassanal Bolkiah einen speziellen Hilfsfonds für die Erdbebenopfer freigegeben. Badaruddin und Dato Nazmi Mohamad beteiligten sich an den Komitee-Treffen am 14. Februar in Digadong Hall in der Funktion als Berater.

## Familie
Badaruddin ist verheiratet und hat sechs Kinder. Eines seiner Kinder ist Nabil Daraina.
Nabil Daraina ist mit Ramzidah Abdul Rahman verheiratet. Beide waren Richter. Gemeinsam wurden sie in 152 Fällen von Korruption verurteilt. As Richter hatten sie bis Januar 2018 mehr als $7 Mio. aus Bruneis Rechtssystem gestohlen. Sie hatten Geld aus dem Bankruptcy Office des High Court unterschlagen. Der ehemalige Senior Magistrate Hj Nabil wurde in diesem Zusammenhang wegen acht Fällen von Geldwäsche angeklagt; er wurde in sechs Fällen verurteilt und in zwei freigesprochen aufgrund fehlender Beweise.

## Veröffentlichungen
- Kemerdekaan. Jabatan Penerangan, Jabatan Perdana Menteri 1984. (malaiisch)
- Episod-episod Si Awang. Dewan Bahasa dan Pustaka Brunei, Kementerian Kebudayaan, Belia dan Sukan 1998. (malaiisch) ISBN 978-99917-0-130-1
- Keunggulan bahasa dan sastera Melayu/Indonesia menyongsong tatanan baru dunia. (mit Pengiran Haji Mohammad bin Pengiran Haji Abd. Rahman) DBP Brunei 2006.
- Agama rasmi. Jabatan Penerangan, Jabatan Perdana Menteri 2008. ISBN 978-99917-49-04-4
- Hidup diharungi, mati ditempuhi. Pusat Da’wah Islamiah, Kementerian Hal Ehwal Ugama 2009. ISBN 978-99917-35-98-6
- Dari atas mimbar. Pusat Da’wah Islamiah, Kementerian Hal Ehwal Ugama 2011. ISBN 978-99917-55-45-8
- Tahu Bersyukur. Pusat Da’wah Islamiah, Kementerian Hal-Ehwal Ugama 2011. ISBN 978-99917-55-30-4
- Takdir itu begini. Dewan Bahasa dan Pustaka Brunei, Kementerian Kebudayaan, Belia dan Sukan 2010. ISBN 978-99917-0-708-2
- Ilahi selamatkan Brunei Darussalam. Pusat Da’wah Islamiah, Kementerian Hal Ehwal Ugama Negara Brunei Darussalam 2010. ISBN 978-99917-55-02-1
- Kita terlanjur Allah maha pengampun. Pusat Da’wah Islamiah, Kementerian Hal Ehwal Ugama 2014. ISBN 978-99917-62-50-0
- Memandang ke hadapan sambil menoleh ke belakang. Pusat Da’wah Islamiah 2018. ISBN 978-99917-83-37-6
- Calak bangsa. Dewan Bahasa dan Pustaka Brunei, Kementerian Kebudayaan, Belia dan Sukan 2018. ISBN 978-99917-68-29-8
- Dari atas mimbar. Pusat Da’wah Islamiah 2020. ISBN 978-99917-83-77-2
- Hemat2. Pusat Da’wah Islamiah 2020. ISBN 978-99917-83-84-0

## Ehrungen
Badaruddin führt den Titel Yang Berhormat (The Honourable) Pehin Udana Khatib Dato Paduka Seri Setia. Folgende Tiel und ehrunge wurden ihm außerdem verliehen:
- Lee Kuan Yew Fellowship, 1995.
- S.E.A Write Award, 1998.[16]
- Mastera Literary Award, 1999.

### Orden
- Order of Islam Brunei 1. Klasse (PSSUB) Dato Paduka Seri Setia, 1998.
- Order of Seri Paduka Mahkota Brunei 2. Klasse (DPMB) Dato Paduka, 1987.
- Sultan Hassanal Bolkiah Medal (PHBS) 2010.
- Pingat Bakti Laila Ikhlas (PBLI) 2002.
- Meritorious Service Medal (PJK) 1998.
- Long Service Medal (PKL) 1999.
- Silver Jubilee Medal, 5. Oktober 1992.
- Proclamation of Independence Medal, 1. Januar 1984.